# 荘発盛
荘 発盛（じょあん ふぁすん、英表記：Chong Fatt Seng）は、マレーシア出身の経済学者、大学教員。学位は経済学博士（大阪大学大学院・2007年）。尚美学園大学大学院総合政策研究科 政策行政専攻・教授。

## 略歴
スレンバンで大工を営む家庭に生まれる。祖籍は永春県である。演歌歌手の荘学忠は従兄弟。
帝塚山大学経済学部経済学科卒業。2007年に大阪大学大学院経済学研究科 博士課程修了、博士（経済学）を取得。在学中にクリスチャンになり、現在日本基督教団川越台湾教会の教会員である。

## 日本との関係
芙蓉中華中学卒業後、成績優秀で地元大学の進学を希望していたが、マレー人優遇制度により地元進学を断念し来日。日本に留学出来た事は感謝していると主張している。一方で、出身地で有るネグリセンビラン州では嘗て日本軍に拠る虐殺事件が起きた背景から,2025年8月中旬に帰省した際に『鄭生郎園(ゴム園跡地)』の慰霊碑に吉池俊子と共に献花している。
日本人女性と結婚し、2男2女の父親となった今、何れはマレーシアに帰国して過ごしたいと述べている。また、学生時代を大阪で過ごした事もあり、阪神ファンでもある。
現在は、尚美学園大学で教授をしており、経済学を教えている。

## 著書
- Human Capital and International Trade イウス出版、2008年1月1日。ISBN 978-4861800252

ほか